# Евролига у кошарци 2007/08.
Евролига је међународно такмичење најбољих кошаркашких клубова Европе.

## Учесници
На основу коефицијената који се израчунавају на основу успешности такмичења у европским куповима у претходним годинама, праве се табеле на основу којих се за сваку земљу одређује број учесника у европским куповима.
У сезони 2007/08. у Евролиги учествују 24 клуба из 13 земаља. Највише клубова имају Шпанија и Италија по четири, па Грчка са три клуба.

## Систем такмичења
Евролига има четири фазе такмичења. У првој фази од 24. октобра 2007. до 30. јануара 2008. 24 клуба подељена су у три групе А, Б, Ц са по осам клубова. Игра се по двоструком бод систему (свако са сваким по две утакмице) и по пет првопласираних из ових група и један шестпласирани са најбољим резултатом прелазе у другу фазу.
Ова фаза се игра од 13. фебруара до 20. марта, а зове се „Топ 16“. Клубови су подељени у четири групе Д, Е, Ф, Г по четири. Систем такмичења је исти као у првој фази, а по две првопласиране екипе иду у четвртфинале (трећу фазу), које се игра по куп систему.
У четвртфиналу укрштају се клубови Д и Е, а Ф и Г тако што првопласирани из једне групе игра са другопласираним из друге групе и обратно. Игра се на две победе, тако да се прва и евентуална трећа утакмица играју на терену прве екипе. Четвртфиналне утакмице се играју од 1. до 10. априла.
Победници из ових мечева су учесници завршног турнира четворице (Фајнал-фора) који се ове сезоне игра у Мадриду од 2. до 4. маја.
У сезони 2007/08. у Евролиги учествују 24 клуба из 13 земаља. Највише клубова имају Шпанија и Италија по четири, па Грчка са три клуба.

## Подела вредносних група
УЛЕБ је 27. јуна одредио за жреб 8 вредносних група са по три клуба.
1. група: ЦСКА Москва, Панатинаикос, Уникаха

2. група: Барселона, Макаби, Таукерамика

3. група: Ефес Пилсен, Олимпијакос, КК Партизан Игокеа

4. група: Арис, Рома, Трефл Сопот

5. група: Цибона Загреб, Фенербахче Улкер, Олимпија Љубљана

6. група: Ле Ман, Реал Мадрид, Жалгирис

7. група: Бамберг, Лијетувос Ритас, Монтепаски Сијена 

8. група: Милано, Роан, Виртус Болоња

Извлачење парова је обављено 30. јуна у Италији.

## Прва фаза

### Група А

#### Резултати
|                   | ЦСКА           | Таукерамика    | Олимпијакос    | Проком          | Олимпија        | Жалгирис       | Монтепаски Сијена | Виртус          |
| ----------------- | -------------- | -------------- | -------------- | --------------- | --------------- | -------------- | ----------------- | --------------- |
| ЦСКА Москва       | *              | 70-62 (Детаљи) | 88-79 (Детаљи) | 99-67 (Детаљи)  | 74-58 (Детаљи)  | 78-70 (Детаљи) | 74-70 (Детаљи)    | 79-53 (Детаљи)  |
| Таукерамика       | 76-85 (Детаљи) | *              | 75-67 (Детаљи) | 98-74 (Детаљи)  | 89-74 (Детаљи)  | 84-66 (Детаљи) | 76-61 (Детаљи)    | 98-71 (Детаљи)  |
| Олимпијакос Пиреј | 71-67 (Детаљи) | 95-90 (Детаљи) | *              | 109-65 (Детаљи) | 113-80 (Детаљи) | 90-74 (Детаљи) | 73-80 (Детаљи)    | 104-76 (Детаљи) |
| Трефл Сопот       | 69-88 (Детаљи) | 66-82 (Детаљи) | 63-59 (Детаљи) | *               | 79-68 (Детаљи)  | 80-85 (Детаљи) | 59-84 (Детаљи)    | 79-59 (Детаљи)  |
| Олимпија          | 74-72 (Детаљи) | 78-92 (Детаљи) | 87-78 (Детаљи) | 68-49 (Детаљи)  | *               | 74-83 (Детаљи) | 80-86 (Детаљи)    | 75-60 (Детаљи)  |
| Жалгирис          | 60-88 (Детаљи) | 95-92 (Детаљи) | 88-75 (Детаљи) | 82-72 (Детаљи)  | 91-72 (Детаљи)  | *              | 75-69 (Детаљи)    | 102-82 (Детаљи) |
| Монтепаски Сијена | 66-69 (Детаљи) | 83-71 (Детаљи) | 86-84 (Детаљи) | 87-64 (Детаљи)  | 80-52 (Детаљи)  | 89-64 (Детаљи) | *                 | 80-69 (Детаљи)  |
| Виртус Болоња     | 68-92 (Детаљи) | 69-85 (Детаљи) | 80-91 (Детаљи) | 75-87 (Детаљи)  | 101-91 (Детаљи) | 81-75 (Детаљи) | 64-77 (Report)    | *               |

#### Табела група А
| Екипа                | Игр. | Поб. | Изг. | П+   | П-   | П+/- | Бод |
| -------------------- | ---- | ---- | ---- | ---- | ---- | ---- | --- |
| 1. ЦСКА Москва       | 14   | 12   | 2    | 1123 | 942  | +181 | 26  |
| 2. Монтепаски Сијена | 14   | 10   | 4    | 1098 | 974  | +124 | 24  |
| 3. Таукерамика       | 14   | 9    | 5    | 1170 | 1051 | +119 | 23  |
| 4. Жалгирис          | 14   | 8    | 6    | 1110 | 1126 | -16  | 22  |
| 5. Олимпијакос       | 14   | 7    | 7    | 1185 | 1099 | +86  | 21  |
| 6. Олимпија          | 14   | 4    | 10   | 1030 | 1147 | -117 | 18  |
| 7. Проком Трефл      | 14   | 4    | 10   | 973  | 1143 | -170 | 18  |
| 8. Виртус            | 14   | 2    | 12   | 1008 | 1215 | -207 | 16  |

### Група Б

#### Резултати
|                | Уникаха        | Макаби         | Ефес Пилсен    | Арис           | Цибона          | Ле Ман         | Лијетувос Ритас | Милано          |
| -------------- | -------------- | -------------- | -------------- | -------------- | --------------- | -------------- | --------------- | --------------- |
| Уникаха        | *              | 93-70 (Детаљи) | 87-77 {Детаљи} | 73-52 (Детаљи) | 102-64 (Детаљи) | 87-68 {Детаљи} | 71-69 (Детаљи)  | 89-70 {Детаљи}  |
| Макаби         | 87-68 (Детаљи) | *              | 73-67 (Детаљи) | 85-70 (Детаљи) | 80-74 (Детаљи)  | 74-71 (Детаљи) | 82-87 (Детаљи)  | 94-101 {Детаљи} |
| Ефес Пилсен    | 91-75 (Детаљи) | 68-83 (Детаљи) | *              | 74-84 {Детаљи} | 100-74 (Детаљи) | 66-63 (Детаљи) | 90-84 {Детаљи}  | 80-70 (Детаљи)  |
| Арис           | 87-83 (Детаљи) | 91-76 {Детаљи} | 67-64 (Детаљи) | *              | 77-73 (Детаљи)  | 93-74 (Детаљи) | 69-72 (Детаљи)  | 70-77 (Детаљи)  |
| Цибона         | 62-76 (Детаљи) | 76-81 {Детаљи} | 93-85 (Детаљи) | 76-83 (Детаљи) | *               | 91-71 (Детаљи) | 79-86 {Детаљи}  | 100-91 (Детаљи) |
| Ле Ман         | 74-83 (Детаљи) | 91-99 (Детаљи) | 84-91 {Детаљи} | 66-69 (Детаљи) | 100-87 {Детаљи} | *              | 77-83 (Детаљи)  | 63-71 (Детаљи)  |
| Лијетвус Ритас | 71-63 {Детаљи} | 92-74 (Детаљи) | 70-77 (Детаљи) | 77-71 (Детаљи) | 93-59 {Детаљи}  | 85-50 (Детаљи) | *               | 75-62 (Детаљи)  |
| Милано         | 65-74 (Детаљи) | 81-82 (Детаљи) | 73-76 (Детаљи) | 77-69 {Детаљи} | 63-72 (Детаљи)  | 63-83 {Детаљи} | 76-83 (Детаљи)  | *               |

#### Табела група Б
| Екипа              | Игр. | Поб. | Изг. | П+   | П-   | П+/- | Бод |
| ------------------ | ---- | ---- | ---- | ---- | ---- | ---- | --- |
| 1. Лијетувос Ритас | 14   | 11   | 3    | 1127 | 999  | +128 | 25  |
| 2. Макаби          | 14   | 11   | 3    | 1162 | 1108 | +54  | 25  |
| 3. Уникаха         | 14   | 10   | 4    | 1124 | 1007 | +117 | 24  |
| 4. Ефес Пилсен     | 14   | 8    | 6    | 1106 | 1080 | +26  | 22  |
| 5. Арис            | 14   | 7    | 7    | 1054 | 1072 | -18  | 21  |
| 6. Цибона          | 14   | 4    | 10   | 1080 | 1188 | -108 | 18  |
| 7. Милано          | 14   | 3    | 11   | 1015 | 1107 | -92  | 17  |
| 8. Ле Ман          | 14   | 2    | 12   | 1035 | 1142 | -107 | 16  |

### Група Ц

#### Резултати
|              | Панатинаикос    | Барселона      | Партизан       | Рома            | Фенербахче Улкер | Реал           | Бамберг        | Роан            |
| ------------ | --------------- | -------------- | -------------- | --------------- | ---------------- | -------------- | -------------- | --------------- |
| Панатинаикос | *               | 76-66 (Детаљи) | 67-66 (Детаљи) | 86-83 (Детаљи)  | 88-68 (Детаљи)   | 92-85 (Детаљи) | 66-61 (Детаљи) | 102-78 (Детаљи) |
| Барселона    | 55-56 (Детаљи)  | *              | 95-69 (Детаљи) | 75-77 (Детаљи)  | 82-67 (Детаљи)   | 73-62 (Детаљи) | 80-58 (Детаљи) | 82-76 (Детаљи)  |
| Партизан     | 90-94 (Детаљи)  | 81-78 (Детаљи) | *              | 91-86 (Детаљи)  | 72-76 (Детаљи)   | 72-80 (Детаљи) | 85-37 (Детаљи) | 82-76 (Детаљи)  |
| Рома         | 85-67 (Детаљи)  | 65-74 (Детаљи) | 88-87 (Детаљи) | *               | 63-84 (Детаљи)   | 69-64 (Детаљи) | 81-57 (Детаљи) | 67-74 (Report)  |
| Фенербахче   | 64-83 (Детаљи)  | 78-85 (Детаљи) | 86-91 (Детаљи) | 85-66 (Детаљи)  | *                | 72-80 (Детаљи) | 79-77 (Детаљи) | 81-68 (Детаљи)  |
| Реал         | 95-87 (Детаљи)  | 82-79 (Детаљи) | 74-64 (Детаљи) | 89-83 (Детаљи)  | 87-77 (Детаљи)   | *              | 93-57 (Детаљи) | 104-73 (Детаљи) |
| Бамберг      | 58-72 (Детаљи)  | 65-69 (Детаљи) | 78-62 (Детаљи) | 59-73 (Детаљи)  | 81-73 (Детаљи)   | 49-59 (Детаљи) | *              | 61-64 (Детаљи)  |
| Роан         | 83-123 (Детаљи) | 79-89 (Детаљи  | 87-88 (Детаљи) | 104-85 (Детаљи) | 90-98 (Детаљи)   | 68-82 (Детаљи) | 84-81 (Детаљи) | *               |

#### Табела група Ц
| Екипа               | Игр. | Поб. | Изг. | П+   | П-   | П+/- | Бод |
| ------------------- | ---- | ---- | ---- | ---- | ---- | ---- | --- |
| 1. Панатинаикос     | 14   | 12   | 2    | 1156 | 1037 | +119 | 26  |
| 2. Реал             | 14   | 11   | 3    | 1137 | 1016 | +122 | 25  |
| 3. Барселона        | 14   | 9    | 5    | 1082 | 991  | +91  | 23  |
| 4. Фенербахче Улкер | 14   | 6    | 8    | 1087 | 1113 | -26  | 20  |
| 5. Партизан         | 14   | 6    | 8    | 1100 | 1103 | -3   | 20  |
| 6. Рома             | 14   | 6    | 8    | 1071 | 1093 | -22  | 20  |
| 7. Роан             | 14   | 4    | 10   | 1104 | 1224 | -120 | 18  |
| 8. Бамберг          | 14   | 2    | 12   | 879  | 1040 | -161 | 16  |

## Друга фаза „Топ 16“
Ова фаза се игра од 13. фебруара до 20. марта, а зове се „Топ 16“. Клубови су подељени у четири групе Д, Е, Ф, Г по четири. Систем такмичења је исти као у првој фази, а по две првопласиране екипе иду у четвртфинале (трећу фазу), које се игра по куп систему.
Жреб за ову фазу ће се одржати 4. феруара у Мадриду и биће полудиригован. Прописана ограничења су:
1. Мајвише два тима из исте групе у првом делу такмичења могу се наћи у истој групи друге фазе,
2. Највише два тима из исте земље могу бити у истој групи.
Приоритет има прво ограничење.
Пре жреба екипе су подељене у четири „шешира“, а групу ће формирати по једна екипа из сваког шешира.
- Први шешир: ЦСКА Москва, Лијетувос Ритас, Панатинаикос и Реал Мадрид
- Други шешир:Монтепаски Сијена, Макаби, Уникаха, Таукерамика
- Трећи шешир: Барселона, Жалгирис, Ефес Пилсен, Фенербахче
- Четврти шешир: Арис, Олимпијакос, Партизан, Рома

### Група Д

#### Резултати
|                   | Панатинаикос   | Монтепаски Сијена | Ефес Пилсен    | Партизан       |
| ----------------- | -------------- | ----------------- | -------------- | -------------- |
| Панатинаикос      | **             | 77-76 (Детаљи)    | 74-65 (Детаљи) | 67-65 (Детаљи) |
| Монтепаски Сијена | 84-75 (Детаљи) | **                | 80-67 (Детаљи) | 71-54 (Детаљи) |
| Ефес Пилсен       | 74-64 (Детаљи) | 76-79 (Детаљи)    | **             | 79-83 (Детаљи) |
| Партизан          | 82-73 (Детаљи) | 78-75 (Детаљи)    | 78-65 (Детаљи) | **             |

#### Табела група Д
| Екипа                | Игр. | Поб. | Изг. | П+  | П-  | П+/- | Бод |
| -------------------- | ---- | ---- | ---- | --- | --- | ---- | --- |
| 1. Монтепаски Сијена | 6    | 4    | 2    | 465 | 427 | +42  | 10  |
| 2. Партизан          | 6    | 4    | 2    | 440 | 430 | +10  | 10  |
| 3. Панатинаикос      | 6    | 3    | 3    | 430 | 446 | -16  | 9   |
| 4. Ефес Пилсен       | 6    | 1    | 5    | 426 | 458 | -32  | 7   |

### Група Е

#### Резултати
|                  | Лијетувос Ритас | Таукерамика    | Ефес Пилсен     | Арис           |
| ---------------- | --------------- | -------------- | --------------- | -------------- |
| Лијетувос Ритас  | **              | 81-84 (Детаљи) | 87-84 (Детаљи)  | 89-74 (Детаљи) |
| Таукерамика      | 87-84 (Детаљи)  | **             | 103-84 (Детаљи) | 90-74 (Детаљи) |
| Фенербахче Улкер | 95-91 (Детаљи   | 75-59 (Детаљи) | **              | 59-60 (Детаљи) |
| Арис             | 83- 74 (Детаљи) | 69-87 (Детаљи) | 88-96 (Детаљи)  | **             |

#### Табела група Е
| Екипа               | Игр. | Поб. | Изг. | П+  | П-  | П+/- | Бод |
| ------------------- | ---- | ---- | ---- | --- | --- | ---- | --- |
| 1. Таукерамика      | 6    | 5    | 1    | 510 | 467 | +43  | 11  |
| 2. Фенербахче Улкер | 6    | 3    | 3    | 493 | 488 | +5   | 9   |
| 3. Лијетувос Ритас  | 6    | 2    | 4    | 506 | 507 | -1   | 8   |
| 4. Арис             | 6    | 2    | 4    | 448 | 495 | -47  | 8   |

### Група Ф

#### Резултати
|             | Реал Мадрид    | Макаби            | Жалгирис       | Олимпијакос    |
| ----------- | -------------- | ----------------- | -------------- | -------------- |
| Реал Мадрид | **             | 100 -103 (Детаљи) | 88-85 (Детаљи) | 80-70 (Детаљи) |
| Макаби      | 94-74 (Детаљи) | **                | 80-66 (Детаљи) | 82-87 (Детаљи) |
| Жалгирис    | 69-83 (Детаљи) | 101-82 (Детаљи)   | **             | 52-61 (Детаљи) |
| Олимпијакос | 73-63 (Детаљи) | 67-75 (Детаљи)    | 86-84 (Детаљи) | **             |

#### Табела група Ф
| Екипа          | Игр. | Поб. | Изг. | П+  | П-  | П+/- | Бод |
| -------------- | ---- | ---- | ---- | --- | --- | ---- | --- |
| 1. Макаби      | 6    | 4    | 2    | 516 | 496 | +20  | 10  |
| 2. Олимпијакос | 6    | 4    | 2    | 443 | 436 | +7   | 10  |
| 3. Реал        | 6    | 3    | 3    | 489 | 493 | -4   | 9   |
| 4. Жалгирис    | 6    | 1    | 5    | 457 | 480 | -23  | 7   |

### Група Г

#### Резултати
|             | ЦСКА Москва    | Уникаха        | Барселона      | Рома           |
| ----------- | -------------- | -------------- | -------------- | -------------- |
| ЦСКА Москва | **             | 93-70 (Детаљи) | 72-55 (Детаљи) | 72-71 (Детаљи) |
| Уникаха     | 72-67 (Детаљи) | **             | 62-61 (Детаљи) | 79-58 (Детаљи) |
| Барселона   | 64-62 (Детаљи) | 64-62 (Детаљи) | **             | 86-57 (Детаљи) |
| Рома        | 54-82 (Детаљи) | 75-67 (Детаљи) | 68-63 (Детаљи) | **             |

#### Табела група Г
| Екипа          | Игр. | Поб. | Изг. | П+  | П-  | П+/- | Бод |
| -------------- | ---- | ---- | ---- | --- | --- | ---- | --- |
| 1. ЦСКА Москва | 6    | 4    | 2    | 448 | 386 | +62  | 10  |
| 2. Барселона   | 6    | 3    | 3    | 393 | 383 | +10  | 9   |
| 3. Уникаха     | 6    | 3    | 3    | 412 | 418 | -6   | 9   |
| 4. Рома        | 6    | 2    | 4    | 383 | 449 | -66  | 8   |

## Четвртфинале
По две најбоље екипе из група у другој фази такмичења „Топ 16“ улазе у четвртфинале. У четвртфиналу укрштају се клубови из Д и Е групе, и Ф и Г групе тако што првопласирани из једне групе игра са другопласираним из друге групе и обратно. Игра се на две победе, тако да се прва и евентуална трећа утакмица играју на терену прве екипе. Четвртфиналне утакмице се играју од 1. до 10. априла
Победници из ових мечева су учесници завршног турнира четворице (Фајнал-фора) који се ове сезоне игра у Палата спортова, Мадриду од 2. до 4. маја.

### Резултати четвртфинала
| 1 Екипа           | Резултат | 2 Екипа     | 1. утакмица 1. април | 2. утакмица 3. април | 3. утакмица 10. април |
| ----------------- | -------- | ----------- | -------------------- | -------------------- | --------------------- |
| Монтепаски Сијена | 2 - 0    | Фенербахче  | 73- 66 (детаљи)      | 86 - 65 (детаљи)     | -                     |
| Таукерамика       | 2 - 1    | Партизан    | 74-66 (детаљи)       | 55 -76 (детаљи)      | 85-68 (детаљи)        |
| Макаби Тел Авив   | 2 -1     | Барселона   | 81-75 (детаљи)       | 74 - 83 (детаљи)     | [88-75 (детаљи)       |
| ЦСКА Москва       | 2 - 1    | Олимпијакос | 74-76 (детаљи)       | 83-73 (детаљи)       | 81-56 - (детаљи)      |

## Турнир четворице (Фајнал-фор)
Завршни турнир четворице (Фајнал-фор) се играо у Мадриду од 2. до 4. маја.

### Полуфинале
| Датум  | 1 клуб            | Резултат | 2 клуб          | Детаљи   |
| ------ | ----------------- | -------- | --------------- | -------- |
| 2. мај | Монтепаски Сијена | 85-92    | Макаби Тел Авив | (Детаљи) |
| 2. мај | Таукерамика       | 79-83    | ЦСКА Москва     | (Детаљи) |

### за 3/4 место
| Датум  | 1 клуб            | Резултат | 2 клуб      | Детаљи   |
| ------ | ----------------- | -------- | ----------- | -------- |
| 4. мај | Монтепаски Сијена | 97-73    | Таукерамика | (детаљи) |

### Финале
| Датум  | 1 клуб          | Резултат | 2 клуб      | Детаљи  |
| ------ | --------------- | -------- | ----------- | ------- |
| 4. мај | Макаби Тел Авив | 77-91    | ЦСКА Москва | (детаљи |

| Првак Евролиге 2007/08.  |
| ------------------------ |
| КК ЦСКА Москва 6. Титула |